# Ammophila breviligulata
Az Ammophila breviligulata vagy Calamagrostis breviligulata az egyszikűek (Liliopsida) osztályának perjevirágúak (Poales) rendjébe, ezen belül a perjefélék (Poaceae) családjába tartozó faj.
Egyes rendszerezések szerint a nádtippanok (Calamagrostis) közé tartozik Calamagrostis breviligulata (Fernald) Saarela név alatt.

## Képek

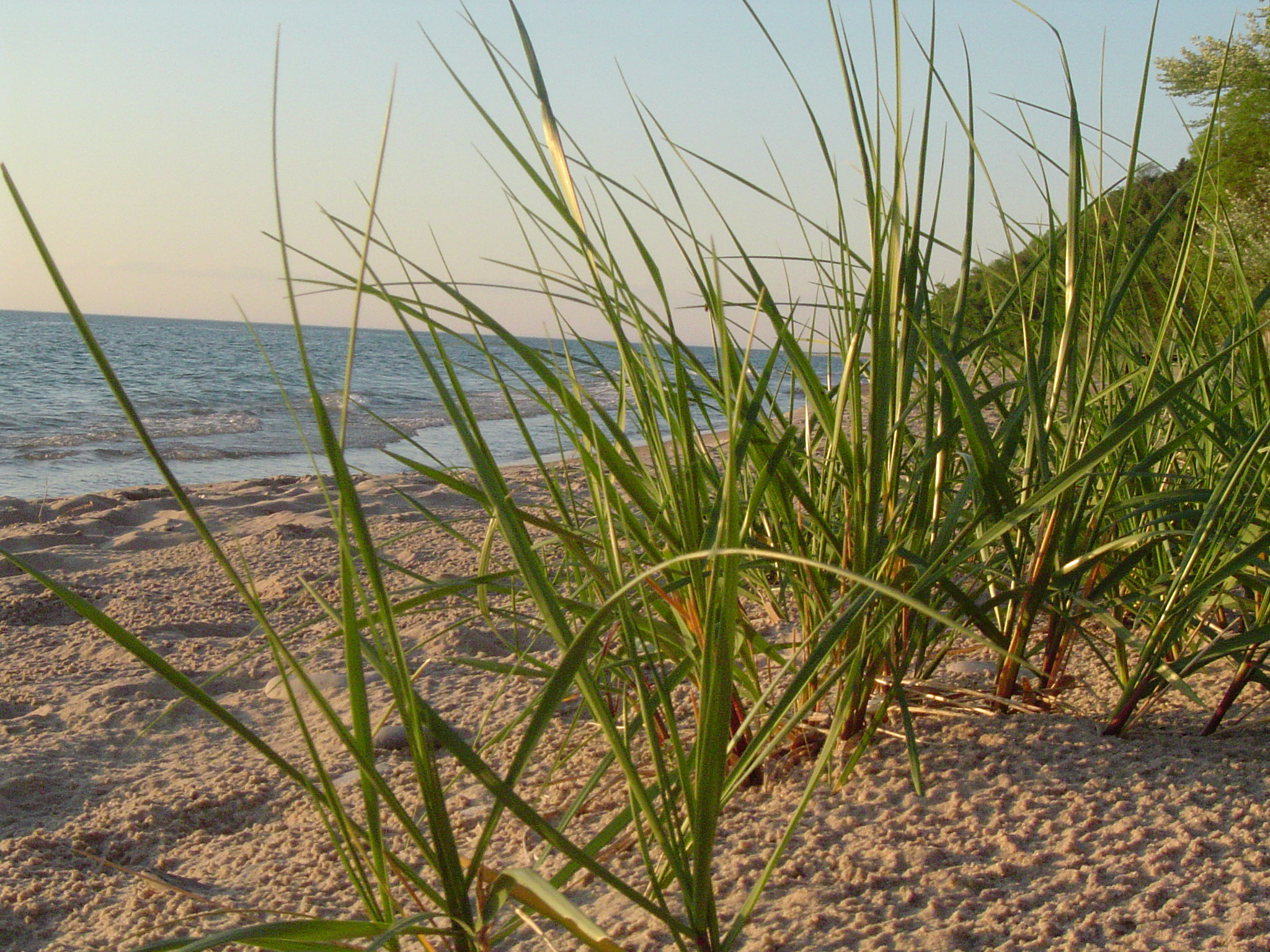
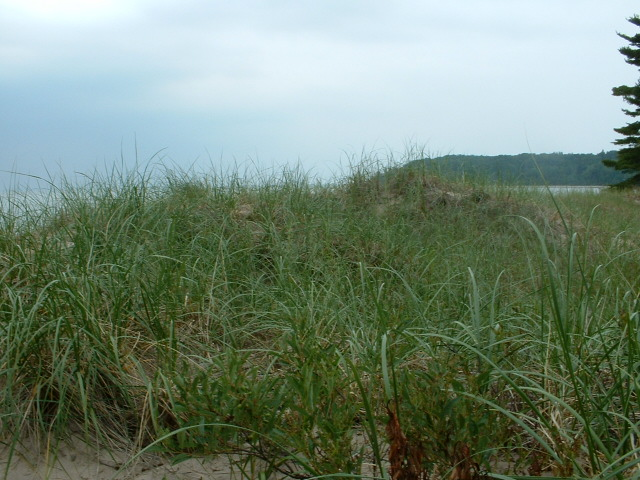
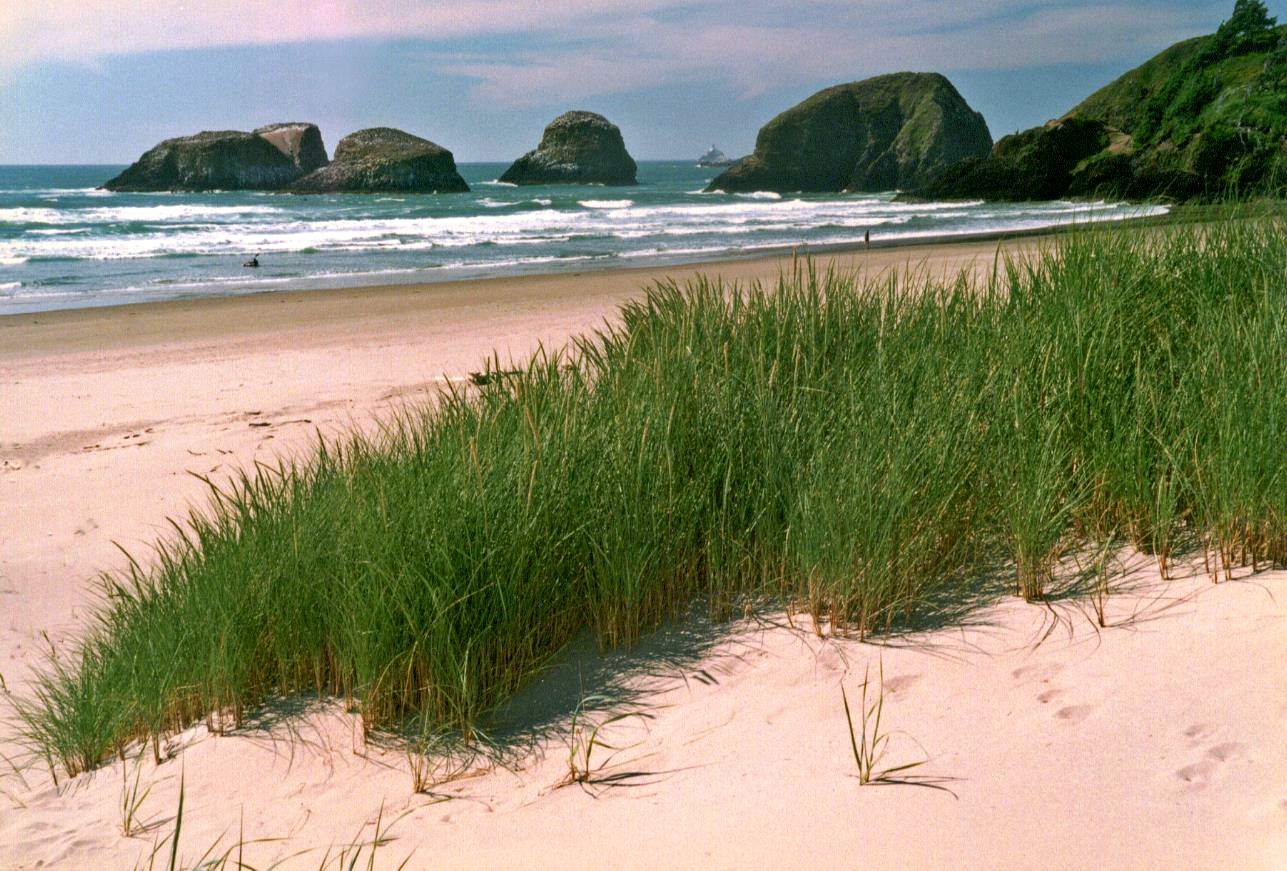

## Előfordulása
Ennek a növénynek az előfordulási területe Észak-Amerika két oldalán van. A nyugati állomány a kanadai Brit Columbiától kezdve, délre Washington és Oregon államokon keresztül, egészen Kalifornia déli részéig található meg. A keleti állomány elterjedése a nyugatinál jóval nagyobb; Új-Fundland és Labradortól, valamint Québectől kezdve, délfelé Ontarión, az Amerikai Egyesült Államokbeli Új-Anglián és keleti parton keresztül, egészen Dél-Karolináig tart.

## Alfajai
- Ammophila breviligulata subsp. breviligulata = Calamagrostis breviligulata subsp. breviligulata
- Ammophila breviligulata subsp. champlainensis F.Seym. = Calamagrostis breviligulata subsp. champlainensis (F.Seym.) Saarela; korábban ezt az alfajt megpróbálták önállófajként besorolni Ammophila champlainensis F.Seym. név alatt, azonban ez nem tartott sokáig[2]

## Megjelenése
Évelő növény, amely 70-100 centiméter magasra nő. A levelei 20-60 centiméter hosszúak és 2-6 milliméter szélesek. A virágzata 15-30 centiméteres. A virágzatot alkotó virágok csak 10-12 milliméteresek.